# Daniel Iversen
Daniel Lønne Iversen (19 juli 1997) is een Deens voetballer. Hij speelt sinds 2020 als doelman bij OH Leuven op uitleenbasis van Leicester City.

## Clubcarrière

### Leicester City
Iversen startte zijn voetbalcarrière bij Esbjerg fB waar hij in 2016 werd opgemerkt door Leicester City. Bij deze laatste club was Iversen een vaste waarde bij de U23.

### Oldham Athletic
In het seizoen 2018/2019 werd Iversen uitgeleend aan het League Two-team Oldham Athletic.

### Rotherham United
Het seizoen erna volgde een nieuwe uitleenbeurt. Ditmaal bij Rotherham United dat uitkwam in de League One. Met Rotherham kon Iversen de promotie afdwingen.

### OH Leuven
Sinds 2020 wordt Iversen uitgeleend aan OH Leuven. Hij maakte zijn debuut tijdens de uitwedstrijd tegen Racing Genk die op 1-1 eindigde.

## Clubstatistieken
| Seizoen | Club               | Land              | Competitie         | Competitie | Competitie | Beker | Beker | Internationaal | Internationaal | Totaal | Totaal |
| Seizoen | Club               | Land              | Competitie         | Wed.       | Dlp.       | Wed.  | Dlp.  | Wed.           | Dlp.           | Wed.   | Dlp.   |
| ------- | ------------------ | ----------------- | ------------------ | ---------- | ---------- | ----- | ----- | -------------- | -------------- | ------ | ------ |
| 2018/19 | Leicester City     | Vlag van Engeland | Premier League     | 0          | 0          | 0     | 0     | —              | —              | 0      | 0      |
| 2018/19 | → Oldham Athletic  | Vlag van Engeland | League Two         | 42         | 0          | 7     | 0     | —              | —              | 49     | 0      |
| 2019/20 | → Rotherham United | Vlag van Engeland | League One         | 34         | 0          | 4     | 0     | —              | —              | 38     | 0      |
| 2020/21 | → OH Leuven        | Vlag van België   | Jupiler Pro League | 5          | 0          | 0     | 0     | —              | —              | 5      | 0      |
| Totaal  | Totaal             | Totaal            | Totaal             | 81         | 0          | 11    | 0     | 0              | 0              | 92     | 0      |

1 Leysen ·
3 Shlomo ·
5 Ngawa ·
6 Dom ·
7 Thorsteinsson ·
8 Schrijvers ·
9 Brunes ·
10 Holzhauser ·
11 Banzuzi ·
13 Kiyine ·
14 Ricca ·
15 N'Dri ·
16 Prévot ·
17 Mueanta ·
18 Miguel ·
20 Mendyl ·
21 Opoku ·
22 Calut ·
23 Schingtienne ·
28 Pletinckx ·
33 Maertens  ·
37 Taildeman ·
38 Ravet ·
43 Nsingi ·
52 Sagrado ·
77 Vlietinck ·
88 Maziz ·
Coach: García